# Magda Draser-Haberpursch
Magda „Baba” Haberpursch (născută Magda Draser, ortografiat și Drasser; n. 10 ianuarie 1930, în Sibiu, România, d. 11 martie 2016, Ewersbach, Dietzhölztal, Germania) a fost o handbalistă de origine germană din România care a făcut parte din echipa națională a României medaliată cu aur la Campionatul Mondial în 11 jucătoare din 1956. Draser-Haberpursch a evoluat pe postul de apărător dreapta.

## Biografie
Magda Draser a început să joace handbal în liceu, la clubul local sibian Hermannstädter Turnverein. În 1946, pentru o perioadă scurtă de timp, antrenorul ei a fost Hans Schuschnig, cel care pregătise echipa națională masculină a României participantă la Jocurile Olimpice din 1936. Draser și echipa de fete a clubului din Sibiu au fost antrenate apoi de Franz Monis, respectiv de Stefan Zoller.
O cronică publicată pe 25 iunie 1946 de ziarul România Viitoare menționează că „Magda Drasser” s-a clasat pe locul al doilea la un concurs de înot organizat pentru copii și juniori la Sibiu, pe 23 iunie, cu un timp de 53 de secunde în proba de 50 de metri bras.
În iulie 1948 a fost selecționată în echipa reprezentativă a județului Sibiu pentru competiția națională Cupa Unității Tineretului.
În 1949, handbalista s-a transferat la CSM Derubau Sibiu. Tot în 1949, Magda Draser a fost componentă a echipei naționale feminine a României care a jucat primul său meci internațional la Timișoara, sub conducerea lui Bruno Holzträger, fiind învinsă de selecționata Ungariei. Din 1953, Draser a jucat în 9 meciuri internaționale pentru echipa națională a României.
Numele Magdei Draser este pomenit relativ des în presa de la sfârșitul anilor 1940 și începutul anilor 1950. Angajată la întreprinderea „Flamura Roșie” din Sibiu, ea a fost dată ca exemplu de propaganda comunistă ca un foarte bun sportiv, cu rezultate bune și în muncă. În aprilie 1950, un ziar local scria: „Dintre sportivele care s'au evidențiat în muncă și în sport amintim pe Draser Magda, compactor, care este cea mai bună handbalistă din oraș și județ. Ea a depășit norma în producție cu 155%”. În august 1951, același ziar menționa că „Magda Drasser, muncitoare la Flamura Roșie, la secția legătorie, a depășit norma zilnic cu 70–75%”. Un alt ziar local anunța, în decembrie 1952, faptul că „Brigada utemistei Magda Draser din această secție a dat până la 15 Decembrie cu 60% mai multe produse peste normă”. În 1954, Draser era considerată de articolele de presă o „utemistă fruntașă în muncă” și o „stahanovistă”.
La începutul anilor 1950, handbalista s-a căsătorit cu Rudolf Haberpursch, care a fost ulterior portarul naționalei României la Campionatul Mondial de handbal de câmp din 1959 (în 11 jucători), unde a câștigat medalia de argint.
În vara anului 1955, la Varșovia s-a desfășurat a cincea ediție a Festivalului Mondial al Tineretului și Studenților, la care echipa feminină a României, având-o în componență și pe Magda Draser-Haberpursch, a câștigat medalia de aur. În iulie 1956, Draser-Haberpursch a fost una din componentele echipei naționale a României care a câștigat medalia de aur la Campionatul Mondial din R.F. Germania (în 11 jucătoare).
Magda Draser-Haberpursch și-a încheiat cariera la echipa națională în 1957, dar a continuat să joace pentru echipa de club până în luna mai 1969, când Federația Română de Handbal a organizat o festivitate cu ocazia retragerii ei și a colegei Lucia Dobre din activitatea sportivă.
Ulterior, Magda și Rudolf Haberpursch au emigrat în R.F. Germania și s-au stabilit în landul Hessa, în 1989. Rudolf Haberpursch a decedat pe 30 ianuarie 1994, la Ewersbach, iar Magda Haberpursch pe 11 martie 2016, la vârsta de 86 de ani. Fosta handbalistă a fost înmormântată în cimitirul din localitate, alături de soțul său.

## Palmares
- Campionatul Mondial: 
  -  Medalie de aur: 1956 (handbal în 11)

## Distincții individuale
Pe 12 iulie 1956, la sediul Comitetului pentru Cultură Fizică și Sport de pe lângă Consiliul de Miniștri, a avut loc o festivitate prin care Magdei Draser-Haberpursch și celorlalte handbaliste câștigătoare ale Campionatului Mondial din 1956 li s-a decernat titlul de Maestru Emerit al Sportului.
În ianuarie 1970, într-un cadru festiv, soților Haberpursch le-au fost înmânate insigne federale și plachete de onoare de către Lucian Grigorescu, secretarul general Federației Române de Handbal.

## Viața personală
Fiul soților Haberpursch, Klaus Haberpursch, născut la Sibiu pe 9 octombrie 1960, a devenit și el handbalist și a fost selectat în echipele naționale de juniori și tineret ale României. În 1979, el a fost transferat de HC Minaur Baia Mare, iar în 1981 a făcut parte din echipa României care a participat la Campionatul Mondial Universitar, desfășurat la Frankfurt. În 1983 a părăsit echipa Minaur în timpul unui turneu și a rămas în Germania. El a continuat să joace handbal mulți ani după aceea, la HSG Eibelshausen/Ewersbach, echipa din localitatea unde s-a stabilit familia sa. Copiii lui Klaus Haberpursch, Lukas și Lena, sunt și ei handbaliști.